# イルハン・マンスズ
イルハン・マンスズ（İlhan Mansız, 1975年8月10日 - ）は、ドイツ・バイエルン州ケンプテン出身の元プロサッカー選手で、現在はフィギュアスケート選手（ペア）。トルコ系ドイツ人。元サッカートルコ代表。サッカーのポジションはフォワード（FW）。

## 経歴・人物
ドイツのバイエルン州ケンプテンで、クリミア・タタール系トルコ人の出稼ぎ労働者の両親の間に生まれ、トルコ国籍のドイツ移民2世としてドイツで育った。9歳のとき、母、姉と共に実家のあるトルコのエスキシェヒルに父より一足先に帰国したが、4年後に再び父のいるドイツへと戻った。
ドイツ帰国後、アマチュアのサッカー選手となったイルハンは、SVレンツフリード、FCケンプテンを経て、FCアウクスブルクの在籍中にこのユースチームで優勝、1年後に19歳で1.FCケルンのユースに移籍した。1995年、家族の勧めで母国トルコでプロを目指し、アンカラのサッカークラブ、ゲンチレルビルリイに入団した。しかし、ドイツ育ちであったイルハンはトルコ語が不得手であったためにチームになじめず、半年で2試合、計80分出場したのみで活躍機会を与えられることもなく、また椎間板ヘルニアを患うなど、失意の内にドイツに帰国した。それから数ヶ月間、サッカーとは無縁の日々を送るものの、再び情熱を取り戻すことになる。
1997年、再びトルコでのプロ入りを目指し、トルコ2部リーグのクシャダススポルでデビューして注目を浴びた。1999年にトルコ1部リーグのサムスンスポルに移籍して好成績を残し、2001年には有力クラブの一つベシクタシュに移籍して2001-02年のシーズンに21ゴールを挙げ、得点王となった。
トルコ代表選手としては2001年10月のワールドカップ予選で初出場した。翌2002年のワールドカップ日本-韓国大会では、控え選手ながら準々決勝の対セネガル戦の延長戦で出場、決勝点となるゴールデンゴールを決めるなど（なお、結果としてこのゴールがワールドカップ本大会最後のゴールデンゴールとなった）、このチームの最多となる合計3得点を挙げ、トルコの3位躍進に貢献した。
トルコでもスター選手として人気のあるイルハンは、日本ではワールドカップの活躍中、「デビッド・ベッカムもかっこいいがそれにしてもあのトルコのあのいい男は誰？」と日本人女性の中で話題になり、人気者となった。女性週刊誌やワイドショーではたびたび彼の特集が組まれ、「イルハン王子」の愛称で女性を中心にファンを獲得し、写真集やDVDが発売されるなど一大ブームとなった。特に『週刊女性』は10週近くにもわたって連載が続けられた。
2004年2月、日本のヴィッセル神戸に移籍。ワールドクラスの金額（移籍金5億円、年俸3億5千万円の2年契約）で獲得したため入団会見を生中継するなど話題となったが膝の古傷の痛みの再発により試合には3試合にしか出場せず、6月20日にクラブに無断で帰国。クラブは戦力外とみなし、本人も復帰の意思を見せなかったため、そのまま退団することとなった。
2005年1月27日、冬の移籍市場で、ドイツのヘルタ・ベルリンとの契約に合意し移籍が決まったが、出場機会が無く同年6月にヘルタ・ベルリンも退団。次いで7月にトルコのMKEアンカラギュジュへ入団したが、翌2006年1月に退団した。そして、2006年8月に現役引退を表明した。
2007年6月14日、現役引退の記者会見を行った。
2008年6月7日、中田英寿が主催するエキシビションマッチ「+1フットボールマッチ」に出場。2得点を挙げた。
2010年10月、フィギュアスケートのペアで、ソチオリンピック出場を目指していることが明らかになった。2008年に出演したテレビ番組でスケートに挑戦したところ、それまで経験が無かったにもかかわらず優勝したことがきっかけだった。また、そのときの共演者だったオリガ・ベシュテンディゴヴァーとは恋人の関係になり、ペアのパートナーにもなっている。2013年ネーベルホルン杯にトルコ所属のペアとして初めて国際大会に出場し19位。2013年12月に競技からの引退が報じられたが、本人へのインタビューにより引退はしないことが発表された。

## ヴィッセル神戸退団まで
2004年3月20日、アルビレックス新潟戦にフル出場後に右膝の違和感を訴え、治療のため主治医のいるイタリアへ離日し、半月板の手術を受けた。しかし術後の回復が思わしくなく、当初4月の来日予定が大幅に遅れ5月下旬にようやく再来日した。その後、6月12日の横浜Fマリノス戦で後半28分から出場したが、2日後に再び右ひざの違和感を訴えて離脱。そして6月20日に、クラブに断りなくドイツへ帰国した。クラブは6月26日までに再来日を要求したが、イルハン自身は既に弁護士に全てを託し、日本への帰国の意思を見せなかった。その後なかなか話が進まず、退団が発表されるまで1ヶ月以上を要した。8月6日に正式にイルハンの退団（事実上の解雇）が決まった。

## 個人成績
| 国内大会個人成績 | 国内大会個人成績    | 国内大会個人成績 | 国内大会個人成績 | 国内大会個人成績 | 国内大会個人成績 | 国内大会個人成績 | 国内大会個人成績 | 国内大会個人成績 | 国内大会個人成績 | 国内大会個人成績 | 国内大会個人成績 |
| 年度             | クラブ              | 背番号           | リーグ           | リーグ戦         | リーグ戦         | リーグ杯         | リーグ杯         | オープン杯       | オープン杯       | 期間通算         | 期間通算         |
| 年度             | クラブ              | 背番号           | リーグ           | 出場             | 得点             | 出場             | 得点             | 出場             | 得点             | 出場             | 得点             |
| トルコ           | トルコ              | トルコ           | トルコ           | リーグ戦         | リーグ戦         | トルコ杯         | トルコ杯         | オープン杯       | オープン杯       | 期間通算         | 期間通算         |
| ---------------- | ------------------- | ---------------- | ---------------- | ---------------- | ---------------- | ---------------- | ---------------- | ---------------- | ---------------- | ---------------- | ---------------- |
| 1995-96          | ゲンチレルビルリイ  |                  | シュペルリガ     | 2                | 0                |                  |                  |                  |                  |                  |                  |
| 1997-98          | クシャダススポル    |                  | 2.リガ           | 37               | 19               |                  |                  |                  |                  |                  |                  |
| 1998-99          | サムスンスポル      |                  | シュペルリガ     | 27               | 4                |                  |                  |                  |                  |                  |                  |
| 1999-00          | サムスンスポル      |                  | シュペルリガ     | 31               | 10               |                  |                  |                  |                  |                  |                  |
| 2000-01          | サムスンスポル      |                  | シュペルリガ     | 31               | 12               |                  |                  |                  |                  |                  |                  |
| 2001-02          | ベシクタシュJK      |                  | シュペルリガ     | 30               | 21               |                  |                  |                  |                  |                  |                  |
| 2002-03          | ベシクタシュJK      |                  | シュペルリガ     | 23               | 7                |                  |                  |                  |                  |                  |                  |
| 2003-04          | ベシクタシュJK      |                  | シュペルリガ     | 13               | 8                |                  |                  |                  |                  |                  |                  |
| 日本             | 日本                | 日本             | 日本             | リーグ戦         | リーグ戦         | リーグ杯         | リーグ杯         | 天皇杯           | 天皇杯           | 期間通算         | 期間通算         |
| 2004             | 神戸                | 32               | J1               | 3                | 0                | 0                | 0                | -                | -                | 3                | 0                |
| ドイツ           | ドイツ              | ドイツ           | ドイツ           | リーグ戦         | リーグ戦         | リーグ杯         | リーグ杯         | DFBポカール      | DFBポカール      | 期間通算         | 期間通算         |
| 2004-05          | ヘルタ・ベルリン    |                  | ブンデス         | 0                | 0                |                  |                  |                  |                  |                  |                  |
| トルコ           | トルコ              | トルコ           | トルコ           | リーグ戦         | リーグ戦         | トルコ杯         | トルコ杯         | オープン杯       | オープン杯       | 期間通算         | 期間通算         |
| 2005-06          | MKEアンカラギュジュ |                  | シュペルリガ     | 9                | 4                |                  |                  |                  |                  |                  |                  |
| 通算             | トルコ              | トルコ           | シュペルリガ     |                  |                  |                  |                  |                  |                  |                  |                  |
| 通算             | トルコ              | トルコ           | 2.リガ           |                  |                  |                  |                  |                  |                  |                  |                  |
| 通算             | 日本                | 日本             | J1               | 3                | 0                | 0                | 0                | -                | -                | 3                | 0                |
| 通算             | ドイツ              | ドイツ           | ブンデス         | 0                | 0                |                  |                  |                  |                  |                  |                  |
| 総通算           |                     |                  |                  |                  |                  |                  |                  |                  |                  |                  |                  |

## 代表歴

### 出場大会
- トルコ代表
  - 2002 FIFAワールドカップ

### 試合数
- 国際Aマッチ 21試合 7得点（2001年-2003年）[5]

| トルコ代表 | 国際Aマッチ | 国際Aマッチ |
| 年         | 出場        | 得点        |
| ---------- | ----------- | ----------- |
| 2001       | 2           | 1           |
| 2002       | 13          | 5           |
| 2003       | 6           | 1           |
| 通算       | 21          | 7           |

## フィギュアスケート

### 主な戦績
| 大会/年            | 2013-14 | 2014-15 |
| ------------------ | ------- | ------- |
| CSゴールデンスピン |         | 9       |
| CSアイスチャレンジ |         | 8       |
| ネスレ杯           |         | 5       |
| ネペラ杯           | 5       |         |
| ネーベルホルン杯   | 19      |         |

#### 詳細
| 2014-2015 シーズン    |                                                        |         |         |         |
| 開催日                | 大会名                                                 | SP      | FS      | 結果    |
| 2015年1月7日 - 10日   | 2015年メンターネスレネスクイックトルン杯（トルン）     | 5 22.89 | 5 48.29 | 5 71.18 |
| 2014年12月4日 - 7日   | ISUチャレンジャーシリーズ ゴールデンスピン（ザグレブ） | 9 29.84 | 9 45.06 | 9 74.90 |
| 2014年11月11日 - 16日 | ISUチャレンジャーシリーズ アイスチャレンジ（グラーツ） | 8 24.44 | 8 33.84 | 8 58.28 |

| 2013-2014 シーズン   |                                                    |          |          |          |
| 開催日               | 大会名                                             | SP       | FS       | 結果     |
| 2013年10月3日 - 5日  | 2013年オンドレイネペラトロフィー（ブラチスラヴァ） | 5 33.23  | 5 39.32  | 5 72.55  |
| 2013年9月25日 - 28日 | 2013年ネーベルホルン杯（オーベルストドルフ）       | 19 33.14 | 19 48.80 | 19 81.94 |

### プログラム使用曲
| シーズン  | SP                                                     | FS                                                              |
| --------- | ------------------------------------------------------ | --------------------------------------------------------------- |
| 2013-2014 | To Build A Home 演奏：ザ・シネマティック・オーケストラ | 映画『ラストサムライ』サウンドトラックより 作曲：ハンス・ジマー |